# Ron Jonkhans
Ronald „Ron“ Jonkhans (* 19. Februar 1960) ist ein ehemaliger kanadischer Eishockeyspieler, der als Stürmer in der Eishockey-Bundesliga für verschiedene Vereine spielte. 

## Laufbahn
Ron Jonkhans begann in Deutschland seine Profilaufbahn 1980 bei dem Schwenninger ERC in der 2. Eishockey-Bundesliga. Mit 30 Toren war er einer der Garanten für den Aufstieg der Mannschaft in die Eishockey-Bundesliga. 1983 wechselte er zum EA Kempten in die 2. Eishockey-Bundesliga, kehrte aber nach zwei Jahren in Kempten (Allgäu) in die Eishockey-Bundesliga zum ESV Kaufbeuren zurück. Bereits nach einem Jahr wechselte er wieder nach Schwenningen, um diese Mannschaft erneut nach einem Jahr in Richtung Mannheim zu verlassen. Dem bulligen Stürmer gelangen in Schwenningen in 162 Spielen insgesamt 60 Tore und 62 Assists. Mit dem Mannheimer ERC wurde er in der Saison 1986/87 unter Trainer Ladislav Olejník deutscher Eishockey-Vizemeister. Für die Mannschaft aus Mannheim traf er in 126 Spielen insgesamt 26-mal. 1989 wechselte Jonkhans zum EV Landshut, beendete aber nach einem Jahr seine Laufbahn.